# Schloss Geiselbach
Schloss Geiselbach ist eine abgegangene Burg oder Festes Haus in der Gemeinde Geiselbach im Landkreis Aschaffenburg. Es wird in der Liste der Bodendenkmäler in Geiselbach als Bodendenkmal (Archäologische Befunde im Bereich des mittelalterlichen und frühneuzeitlichen Wasserschlosses in Geiselbach) aufgeführt.

## Geschichte

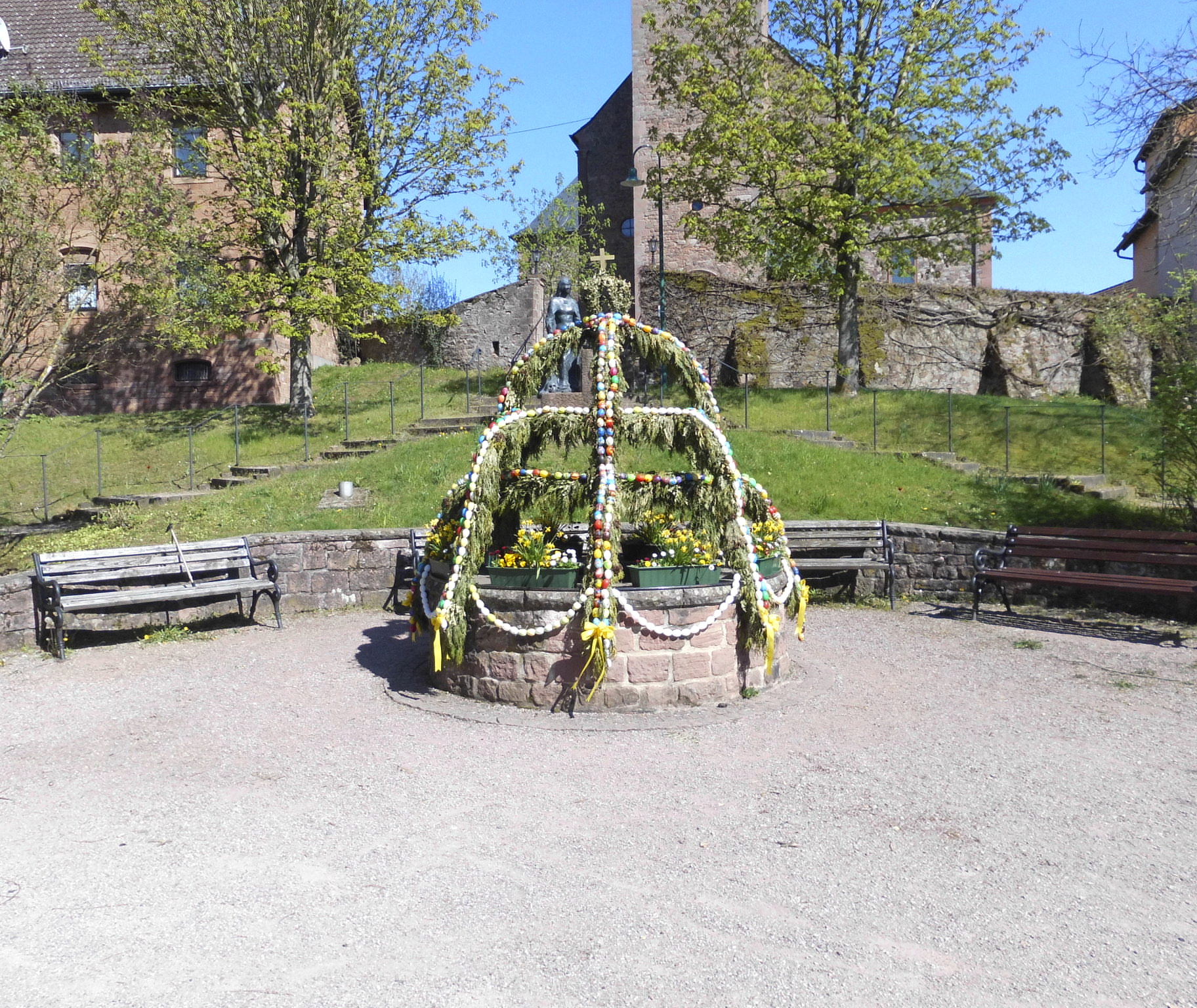
Heutige Brunnenanlage; ursprünglicher Standort des Festen Hauses

Die aus einer vermutlich mittelalterlichen Wasserburg, nur im Volksmund als Wasserschloss bezeichnete, in der Ortsmitte von Geiselbach unterhalb von Kirche und Pfarrgarten an einem Quellbereich gelegene Anlage war, wie der ganze Ort, seit 1269 durch Kurmainz als Besitz der Abtei Seligenstadt zugeeignet und Sitz der Vogtei bis zur Säkularisation von 1802. Ob das vermutlich nur bedingt wehrfähige Anwesen schon in der zweiten Hälfte des 13. Jahrhunderts, als das Kloster Ort und Umland an die Gelnhäuser Patrizierin Irmgard Ungefüge zeitweise verpachtete oder zu Ende des 13. Jahrhunderts an die Niederadelsgeschlechter der Region besonders derer von Erphe (von Orb oder von Gelnhausen) als Vogtei vergab, ist urkundlich nicht belegt. Die zeitliche Einordnung der Ausgrabungen von 1955 als Weiherhaus und die Ähnlichkeit mit Kleinburgen des westlichen Spessart (vgl. zum Beispiel Burg Mole), lassen die mittelalterliche Erbauungszeit als durchaus möglich erscheinen.
In den Spessartsagen wird in der vom Geiselbacher Wald vom Wasserschloss, der späteren Pfarrwohnung und der Besitzerin des Schlosses und von ihren zwei sich gegenseitig umbringenden Söhnen berichtet, die der Sammler und Herausgeber, der Aschaffenburger Bürgermeister Adalbert von Herrlein, den Erpho von Orb zuordnet.
1475 setzten die Erphe eigenmächtig eine eigene Pfarrei ein, die aber kurze Zeit später mit Konventualen des Klosters aus Seligenstadt besetzt wurde. Vermutlich ab dieser Zeit wird das Anwesen als Pfarrsitz angesehen.
Nach dem Bauernaufstand von 1525, an dem sich auch die Geiselbacher beteiligten, kam der Seligenstädter Abt Ludwig am 30. Mai 1527 persönlich nach Geiselbach ins befestigte Anwesen, um das Weistum des Ortes neu aufzustellen.
Das Anwesen diente wohl noch bis zu Beginn des 19. Jahrhunderts als Pfarrhaus. Es wurde 1855 in Verbindung mit Arbeiten zur Wasserversorgung des Ortes abgebrochen.
Fundamente des Weiherhauses wurden in den 1950er Jahren bei einer Quellfassung freigelegt, aber ohne größere Dokumentation wieder verfüllt.

## Beschreibung
Bilder oder Zeichnungen sind uns nicht überliefert. Auf Karten von 1618 und 1726 wird das Weiherhaus als einzelnes rechteckiges oder quadratisches einfaches Haus mit einem direkt an das Gebäude angrenzenden Wassergraben dargestellt. Darum verlief wohl noch eine nahezu quadratische Umwallung oder Burgmauer. Im Gegensatz dazu wird die angrenzende Wehrkirche mit einer runden oder ovalen Mauer dargestellt.